# Romed Wyder
Pour les articles homonymes, voir Wyder.
Romed Wyder est un réalisateur suisse né à Brigue en 1967.

## Biographie
Pendant ses études de cinéma à l’École Supérieure des Beaux Arts de Genève, Romed Wyder fonde le collectif Laïka Films avec 5 amis cinéastes. Il travaille en parallèle au Cinéma Spoutnik, une salle alternative autogérée qui fonctionne dans le cadre de l'Usine à Genève.
Dans son premier documentaire intitulé, Squatters, Romed Wyder filme la vie quotidienne dans plusieurs immeubles squattés à Genève. Il s'intéresse à l'origine du développement des squats dans cette ville, le manque de logement bon marché et le désir de modes de vie alternatifs. Dans ce film tourné en 1994, la caméra de Romed Wyder observe, sans intervention, la vie des squatters.
En 1997, il coréalise le documentaire Écran d'argile avec Maria Watzlawick. À travers le portrait de Kanjoura Coulibaly, costumier de cinéma à Bamako au Mali, ce film brosse le portrait d'un cinéma qui se meurt, faute de soutiens financiers.
Dans son premier long métrage de fiction tourné en 1999, Pas de café, pas de télé, pas de sexe, Romed Wyder retourne dans l'univers des squats. Le cinéaste raconte l'histoire d'une jeune étrangère dans un squat de Genève qui consent à un mariage blanc pour pouvoir rester en Suisse auprès de son ami.
Depuis 2002, Romed Wyder est membre de la Commission fédérale du cinéma. En 2003, il fonde sa propre société de production Paradigma Films. Entre 2005 et 2008, il est président de l'Association suisse des réalisatrices et réalisateurs de films.
Romed Wyder réalise Absolut en 2004, c'est un thriller psychologique, sur fond de crise financière et de G8. Absolut est le nom d'un virus informatique, installé par deux militants dans le réseau d'une banque. Passionné de technologie, Romed Wyder a développé un générateur de widgets en ligne qu'il utilise pour la promotion du film.
En 2014, il marque son retour sur le grand écran avec Dawn, un huis clos psychologique dans lequel il sonde les états d'âme d'un terroriste sioniste.

## Filmographie
- 1993 : November am Meer, 5 min. fiction
- 1996 : Squatters, 70 min. documentaire
- 1996 : Excursion, 21 min. fiction
- 1997 : Écran d'argile, coréalisé avec Maria Watzlawick, 53 min. documentaire
- 1999 : Pas de café, pas de télé, pas de sexe, 87 min. fiction
- 2004 : Absolut alias Lücke im System, 94 min. fiction[7]
- 2007 : Ménagerie intérieure, réalisé par Nadège de Benoit-Luthy, 18 min. fiction
- 2014 : L'Aube (Dawn), 95 min. fiction[6],[8]
- 2018 : Et Israël fut..., 52 min. documentaire
- 2022 : Une histoire provisoire (A Fleeting Encounter), 85 min. fiction[9]
- 2025 : Laterna Magica, réalisé par Séverine Barde, 59 min. docu-fiction[10]